# Beleg van Jeruzalem (70)
Het Beleg van Jeruzalem vond plaats van april tot 8 september 70 en was de belangrijkste slag tijdens de Joodse Oorlog. De Romeinen onder leiding van de toekomstige keizer Titus schakelden de opstandige Joden uit, waarbij de stad Jeruzalem, inclusief de Tweede Tempel, werd vernietigd.

## Achtergrond
Na het debacle van de Slag bij Beth Horon in 66, kreeg generaal Vespasianus de opdracht van keizer Nero de orde in Judea te herstellen. Vespasianus staakte zijn opmars bij het horen van de dood van keizer Nero in 68, het begin van het Vierkeizerjaar. Ook onder de Joden brak er onenigheid uit tussen de zeloten en de andere facties. Begin 70 was het stof gaan liggen en kreeg de zoon van nu keizer Vespasianus, Titus de opdracht de zaak te klaren.

## Beleg
Bij het feest van Pesach, wanneer de stad volgepakt was met gelovigen, viel Titus met vier legioenen (Legio V Macedonica, Legio XII Fulminata, Legio XV Apollinaris in het westen en Legio X Fretensis in het oosten) de stad aan. Titus gebruikte met succes het hele arsenaal aan Romeinse belegeringswapens van torens, katapulten, onagers en stormrammen. Daarmee braken zijn legioenen in minder dan vier weken door de buitenste twee van de drie muren ten westen van de stad en trokken de noordelijke buitenwijken binnen.
De overgebleven Joodse verzetsstrijders verschansten zich in de Antoniaburcht, waar ze door de Romeinse soldaten werden omsingeld en uitgehongerd. Uiteindelijk werd de burcht door brand vernield. Op 30 augustus veroverden de Romeinen de boven- en benedenstad met het paleis van Herodes. Kleinere groepen Joodse strijders ontsnapten door verborgen tunnels. Op 7 september 70 was de stad volledig in Romeinse handen. Volgens Flavius Josephus stierven tijdens de verovering ongeveer 1,1 miljoen mensen, de meesten Joden. Volgens hedendaagse historici, zoals Seth Schwartz, lijkt een dodentol van honderdduizend slachtoffers, aannemelijker.

## Vervolg
Bij hun terugkomst in Rome werd er een triomftocht georganiseerd. De menora en andere voorwerpen uit de tempel werden rondgedragen. Rebellenleider Simon bar Giora samen met 700 gevangenen liepen mee in de stoet. Op het eind werd Simon bar Giora geëxecuteerd.
Na de val van de stad trokken de laatste opstandelingen zich terug in de citadel van Massada, die in 73 door de Romeinen werd veroverd. Voor de Joodse bevolking betekende de verovering van de stad Jeruzalem het definitieve verlies van hun politieke autonomie.

## Klaagmuur
Afhankelijk van de bron werd de Tweede Tempel met opzet, volgens anderen, per ongeluk vernietigd. Enkel de westmuur is een overblijfsel van het gebouw. Voor joden is het een bedevaartsoord, de dichtstbijzijnde toegestane toegankelijke plaats bij de heiligste plek in het jodendom, namelijk de Even ha-shetiya. De verwoesting van de tempel wordt herdacht tijdens de Tisja Beav.